# Liste der Bodendenkmäler in Haan
In der Liste der Bodendenkmäler in Haan sind Bodendenkmäler der nordrhein-westfälischen Stadt Haan aufgelistet.

## Bodendenkmäler
| Bild           | Bezeichnung                                 | Lage                        | Beschreibung | Bauzeit | Eingetragen seit | Denkmal- nummer |
| -------------- | ------------------------------------------- | --------------------------- | ------------ | ------- | ---------------- | --------------- |
| BW             | Fundamentreste der ehemaligen Haaner Kirche | Haan Alter Kirchplatz Karte |              |         | 24.12.1987       | B001            |
| BW             | Mühlenwüstung, Brackermühle                 | Gruiten Bracken 1 Karte     |              |         | 15.08.2002       | B002            |
| weitere Bilder | Kalkmeiler, Huppertsbracken                 | Gruiten Bracken Karte       |              |         | 16.08.2002       | B003            |
| BW             | Kalksteinbruch                              | Gruiten Karte               |              |         | 27.01.2006       | B004            |